# Suki! Suki! Skip!
Singles de HKT48
Melon Juice
(4 septembre 2013)
Suki! Suki! Skip! (スキ！スキ！スキップ！) est le premier single du groupe féminin japonais HKT48.

## Présentation
Il s'agit du tout premier single physique du groupe après ses débuts avec des albums de scène. Il sort le 20 mars 2013 en plusieurs éditions (types) de différentes couvertures : Type A, Type B, Type C ainsi qu'une édition pour le théâtre. Toutes comportent un DVD en supplément sauf l'édition théâtre.
Le single comprend sur chaque édition la chanson-titre, plusieurs faces B ainsi que leurs versions instrumentales : Onegai Valentine, Kataomoi no Karaage dans l'édition A), Ima ga Ichiban (de l'édition B), Seifuku no Banbi (de l'édition C), Kireigoto Demo ii Janai ka? (de l'édition théâtre). Ces dernières sont chacune interprétée par des membres de la Team H et ceux de la Team Kenkyuusei (de la 1re et 2e génération), équipe de « stagiaires ».
L'une des faces B, Onegai Valentine, a été vendue sous format de téléchargement via iTunes de 6 février 2013.
Le single atteint la 1re place des classements hebdomadaires de l'Oricon, y reste pendant plusieurs semaines et s'est vendu au total à 284 467 exemplaires,,.

## Listes des titres

### Type A
| 1. | Suki! Suki! Skip! (スキ!スキ!スキップ!) | Team H : Chihiro Anai, Nao Ueki, Aika Ōta, Haruka Kodama, Rino Sashihara, Yuki Shimono, Chiyori Nakanishi, Natsumi Matsuoka, Sakura Miyawaki, Anna Murashige, Aoi Motomura, Madoka Moriyasu, Haruka Wakatabe Kenkyuusei : Meru Tashima, Mio Tomonaga, Mai Fuchigami | 4:00 |
| 2. | Onegai Valentine (お願いヴァレンティヌ) | Team H : Chihiro Anai, Nao Ueki, Aika Ōta, Haruka Kodama, Rino Sashihara, Yuki Shimono, Chiyori Nakanishi, Natsumi Matsuoka, Sakura Miyawaki, Anna Murashige, Aoi Motomura, Madoka Moriyasu, Haruka Wakatabe Kenkyuusei : Meru Tashima, Mio Tomonaga, Mai Fuchigami | 5:04 |
| 3. | Kataomoi no Karaage (片思いの唐揚げ)    | Team H : Sakura Miyawaki, Aika Ōta, Aoi Motomura, Anna Murashige, Haruka Wakatabe Kenkyuusei : Meru Tashima, Mio Tomonaga, Marina Yamada, Izumi Umemoto, Yuka Akiyoshi, Maiko Fukagawa, Yuka Tanaka                                                                 | 5:02 |
| 4. | Suki! Suki! Skip! (Instrumental)        | | 5:00 |
| 5. | Onegai Valentine (Instrumental)         | | 5:04 |
| 6. | Kataomoi no Karaage (Instrumental)      | | 5:02 |

| 1. | Suki! Suki! Skip! Music Video     |  |
| 2. | Kataomoi no Tou Age Music Video   |  |
| 3. | Tokyo Shūgakuryokō (東京修学旅行) |  |

### Type B
| 1. | Suki! Suki! Skip! (スキ!スキ!スキップ!) | Team H : Chihiro Anai, Nao Ueki, Aika Ōta, Haruka Kodama, Rino Sashihara, Yuki Shimono, Chiyori Nakanishi, Natsumi Matsuoka, Sakura Miyawaki, Anna Murashige, Aoi Motomura, Madoka Moriyasu, Haruka Wakatabe Kenkyuusei : Meru Tashima, Mio Tomonaga, Mai Fuchigami | 4:00 |
| 2. | Onegai Valentine (お願いヴァレンティヌ) | Team H : Chihiro Anai, Nao Ueki, Aika Ōta, Haruka Kodama, Rino Sashihara, Yuki Shimono, Chiyori Nakanishi, Natsumi Matsuoka, Sakura Miyawaki, Anna Murashige, Aoi Motomura, Madoka Moriyasu, Haruka Wakatabe Kenkyuusei : Meru Tashima, Mio Tomonaga, Mai Fuchigami | 5:04 |
| 3. | Ima ga Ichiban (今がイチバン)           | Team H : Chihiro Anai, Serina Kumazawa, Haruka Kodama, Rino Sashihara, Natsumi Tanaka, Chiyori Nakanishi, Natsumi Matsuoka, Madoka Moriyasu Kenkyuusei : Kyōka Abe, Mina Imada, Marika Tani, Riko Sakaguchi                                                         | 4:43 |
| 4. | Suki! Suki! Skip! (Instrumental)        | | 5:00 |
| 5. | Onegai Valentine (Instrumental)         | | 5:04 |
| 6. | Ima ga Ichiban (Instrumental)           | | 4:43 |

| 1. | Suki! Suki! Skip! Music Video      |  |
| 2. | Ima ga Ichiban Music Video         |  |
| 3. | Hakata Kankau Annai (博多観光案内) |  |

### Type C
| 1. | Suki! Suki! Skip! (スキ!スキ!スキップ!) | Team H : Chihiro Anai, Nao Ueki, Aika Ōta, Haruka Kodama, Rino Sashihara, Yuki Shimono, Chiyori Nakanishi, Natsumi Matsuoka, Sakura Miyawaki, Anna Murashige, Aoi Motomura, Madoka Moriyasu, Haruka Wakatabe Kenkyuusei : Meru Tashima, Mio Tomonaga, Mai Fuchigami | 4:00 |
| 2. | Onegai Valentine (お願いヴァレンティヌ) | Team H : Chihiro Anai, Nao Ueki, Aika Ōta, Haruka Kodama, Rino Sashihara, Yuki Shimono, Chiyori Nakanishi, Natsumi Matsuoka, Sakura Miyawaki, Anna Murashige, Aoi Motomura, Madoka Moriyasu, Haruka Wakatabe Kenkyuusei : Meru Tashima, Mio Tomonaga, Mai Fuchigami | 5:04 |
| 3. | Seifuku no Banbi (制服のバンビ)         | Team H : Rino Sashihara, Haruka Kodama, Sakura Miyawaki | 4:13 |
| 4. | Suki! Suki! Skip! (Instrumental)        | | 5:00 |
| 5. | Onegai Valentine (Instrumental)         | | 5:04 |
| 6. | Seifuku no Banbi (Instrumental)         | | 4:13 |

| 1. | Suki! Suki! Skip! Music Video       |  |
| 2. | Collection from one gag all members |  |

### Édition théâtre
| 1. | Suki! Suki! Skip! (スキ!スキ!スキップ!)                      | Team H: Chihiro Anai, Nao Ueki, Aika Ōta, Haruka Kodama, Rino Sashihara, Yuki Shimono, Chiyori Nakanishi, Natsumi Matsuoka, Sakura Miyawaki, Anna Murashige, Aoi Motomura, Madoka Moriyasu, Haruka Wakatabe Kenkyuusei: Meru Tashima, Mio Tomonaga, Mai Fuchigami  | 4:00 |
| 2. | Onegai Valentine (お願いヴァレンティヌ)                      | Team H : Chihiro Anai, Nao Ueki, Aika Ōta, Haruka Kodama, Rino Sashihara, Yuki Shimono, Chiyori Nakanishi, Natsumi Matsuoka, Sakura Miyawaki, Anna Murashige, Aoi Motomura, Madoka Moriyasu, Haruka Wakatabe Kenkyuusei: Meru Tashima, Mio Tomonaga, Mai Fuchigami | 5:04 |
| 3. | Kireigoto Demo ii Janai ka? (キレイゴトでもいいじゃないか？) | Kenkyuusei : Raira Ito, Yuriya Inoue, Shino Iwahana, Mashiro Ui, Haruka Ueno, Hiroka Komada, Asuka Tomiyoshi, Izumi Goto, Manami Kusaba, Yui Kojina, Kanna Okada, Naoko Okamoto                                                                                    | 4:51 |
| 4. | Suki! Suki! Skip! (Instrumental)                             | | 5:00 |
| 5. | Onegai Valentine (Instrumental)                              | | 5:04 |
| 6. | Kireigoto Demo ii Janai ka? (Instrumental)                   | | 4:51 |

## Classements à l'Oricon
| Sortie       | Oricon Singles Chart | Position | Première vente (copies) | Total des ventes (copies) |
| ------------ | -------------------- | -------- | ----------------------- | ------------------------- |
| 20 mars 2013 | Daily Chart          | 1        | 205 278                 | 284 467                   |
| 20 mars 2013 | Weekly Chart         | 1        | 250 147                 | 284 467                   |
| 20 mars 2013 | Monthly Chart        | 4        | 264 550                 | 284 467                   |